# Dramma della gelosia (tutti i particolari in cronaca)
Dramma Della Gelosia (Tutti i Particolari in Cronaca) (br: Ciúme à Italiana)  é um filme ítalo-espanhol de 1970, do gênero comédia dramática, dirigido por Ettore Scola.
O fime foi rodado em Madri e em Roma.

## Elenco
- Marcello Mastroianni.... Oreste Nardi
- Monica Vitti.... Adelaide Ciafrocchi
- Giancarlo Giannini..... Nello Serafini
- Manuel Zarzo.... Ughetto
- Marisa Merlini.... Silvana Ciafrocchi
- Hércules Cortés.... Ambleto Di Meo
- Fernando Sánchez Polack.... chefe distrital do Partido Comunista
- Gioia Desideri.... amiga de Adelaide
- Juan Diego.... filho de Antonia
- Bruno Scipioni.... pizzaiolo
- Josefina Serratosa.... Antonia

## Principais prêmios e indicações
Festival de Cannes 1970 (França)
- Venceu na categoria de melhor ator (Marcello Mastroianni).
- O filme foi indicado à Palma de Ouro.